# 定西北站
定西北站（规划及建设阶段称定西南站、定西西站）是徐兰客运专线宝兰段的一个车站，位于中国甘肃省定西市安定区福台路街道办，由中国铁路兰州局集团有限公司管辖的客运二等站。该站主站房建筑面积6000平方米，设2台6线。
本站于2015年8月3日开工，2017年3月更名为定西北站，同年7月6日开始发售车票，2017年7月9日启用。

## 车站结构

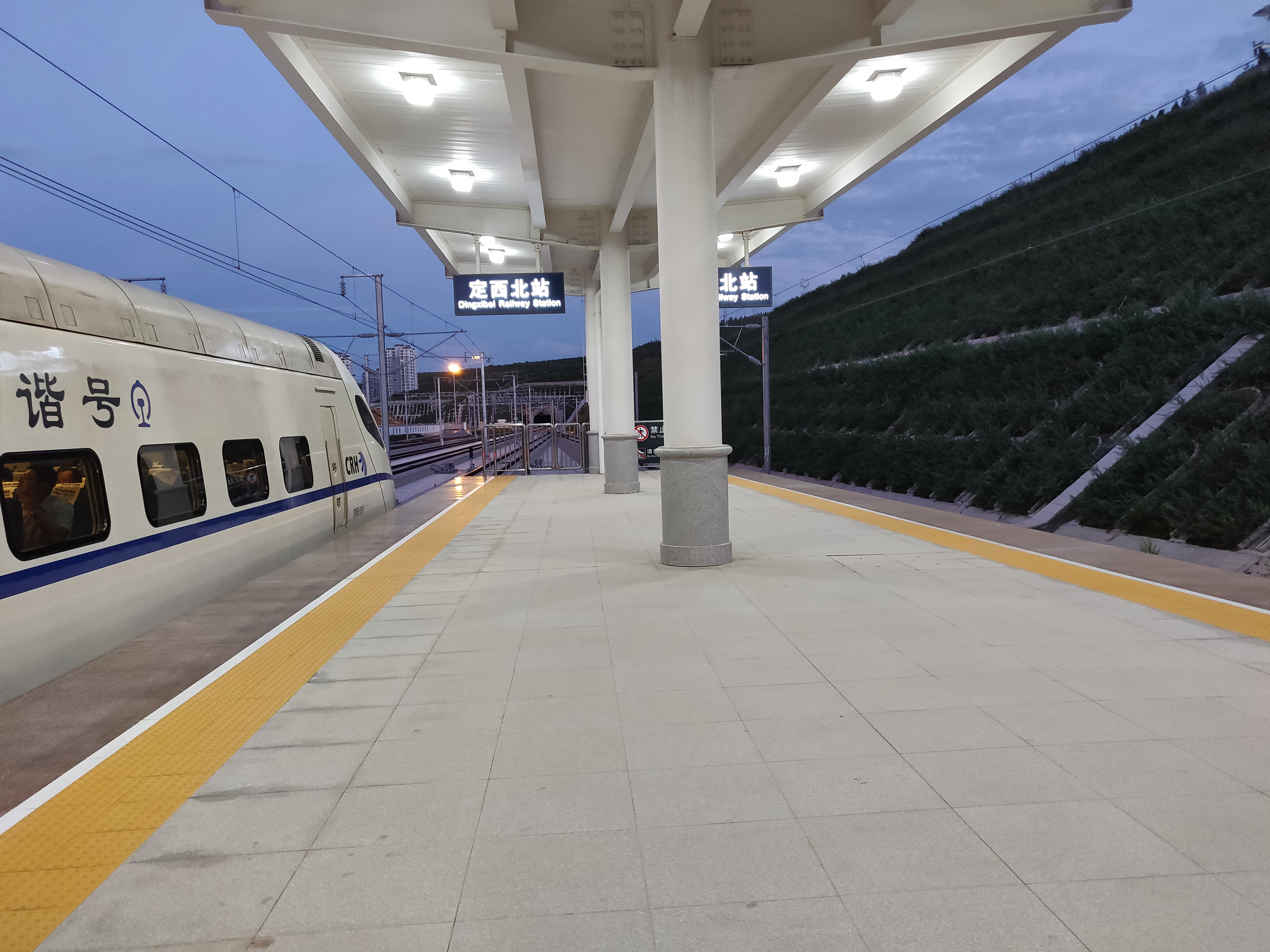
列车停靠定西北站站台

| 2F | 4站台    | 徐兰客运专线 往兰州西方向（榆中）          |
| 2F | 島式月台 |                                            |
| 2F | 3站台    | 徐兰客运专线 往兰州西方向（榆中）          |
| 2F | 通过线   | 徐兰客运专线 下行列车                      |
| 2F | 通过线   | 徐兰客运专线 上行列车                      |
| 2F | 2站台    | 徐兰客运专线 往徐州东方向（通渭）          |
| 2F | 島式月台 |                                            |
| 2F | 1站台    | 徐兰客运专线 往徐州东方向（通渭）          |
| 1F | 站房     | 出站口、进站口、售票、候车、检票、办公区域 |
| 1F | 接驳交通 | 停车场、公交站                             |

## 旅客列车目的地
根据徐兰高速线宝兰段开通初期的拟定运行图，停靠定西北站的列车终到站分布如下：
| 列车所属路局 | 目的地                                             |
| ------------ | -------------------------------------------------- |
| 广州铁路集团 | 长沙南                                             |
| 济南铁路局   | 兰州西                                             |
| 兰州铁路局   | 杭州东、兰州西、天水南、西安北、西宁、徐州、郑州东 |
| 青藏铁路公司 | 嘉峪关南、西安北、西宁                             |
| 上海铁路局   | 上海虹橋                                           |
| 太原铁路局   | 兰州西                                             |
| 西安铁路局   | 兰州西、太原南、西安北                             |
| 郑州铁路局   | 北京西、兰州西                                     |

## 公共交通
- 6定西北站–西水湾
- 8定西公园–汽配城(经：定西北站)